# 보디발
보디발(Potiphar, /ˈpɒtˈfər/ POT-if-ər; 히브리어: פּוֹתִיפַר/פּוֹתִיפָר, 현대어: Pōṭīfar, 티베리아어: Pōṭīp̄ar/Pōṭīp̄ār; 후기 이집트어: pꜣ-dj-pꜣ-rꜥ, lit. '라가 준 사람')은 히브리어 성경과 쿠란에 등장하는 인물이다. 그의 이름은 보디베라(히브리어: פותירע)와 동일한 인물을 가리키는 것으로 추정한다.
보디발은 이집트 왕의 근위대장으로 요셉을 노예로 사서 그의 총명함에 감동하여 그를 집안의 주인으로 삼았다고 한다. 불륜으로 유명한 보디발의 아내는 요셉을 마음에 들어 그를 유혹하려고 했다. 요셉이 그녀의 간청을 거절하고 겉옷을 그녀의 손에 맡기고 도망갔을 때, 그녀는 그가 자기를 성폭행하려 했다고 거짓 비난으로 보복했고, 보디발은 요셉을 감옥에 가두었다.
그 후에 보디발에게 무슨 일이 일어났는지는 불분명하다. 일부 소식통에서는 그를 딸 아스낫이 요셉과 결혼한 이집트 제사장인 보디베라라고 밝혔다. 보디발 아내의 거짓 비난은 요셉의 이야기에서 중요한 역할을 한다. 왜냐하면 그가 투옥되지 않았다면 자신을 파라오에게 소개한 동료 죄수를 만나지 못했을 것이기 때문이다. 마찬가지로 보디발의 아내의 생사도 불분명하지만 일부 소식통에 따르면 그녀는 병에 걸렸다고 한다.
레이첼 아델만(Rachel Adelman)은 보디발과 그의 아내가 모두 요셉에게 성적으로 매력을 느꼈고 자신의 목적을 위해 그를 이용하려 했다고 암시한다. 그러나 탈무드 전설에 따르면 보디발의 시도는 거세를 통해 좌절됐다. 그녀는 이 이야기가 보디발과 그의 아내와 같은 외국인들이 유대인들을 죄로 유혹하기 때문에 유대인 동화에 대한 비판이라고 믿는다.
토라에 대한 논평인 중세 세퍼 하야샤르(Sefer HaYashar)는 많은 이슬람 전통과 마찬가지로 보디발의 아내의 이름을 줄레이카(Zuleikha)로 지칭한다.
이 이야기는 르네상스와 바로크 시대에 서양 미술에 널리 퍼지게 되었으며, 대개 요셉이 보디발 아내의 벌거벗은 모습이 담긴 침대에서 몸을 떼어내는 순간을 묘사한다.

## 같이 보기
- 보디발의 아내